# Дрімлюга бенгальський
Дрімлюга бенгальський (Caprimulgus atripennis) — вид дрімлюгоподібних птахів родини дрімлюгових (Caprimulgidae). Мешкає в Індії і на Шрі-Ланці. Раніше вважався конспецифічним з великохвостим дрімлюгою.

## Опис

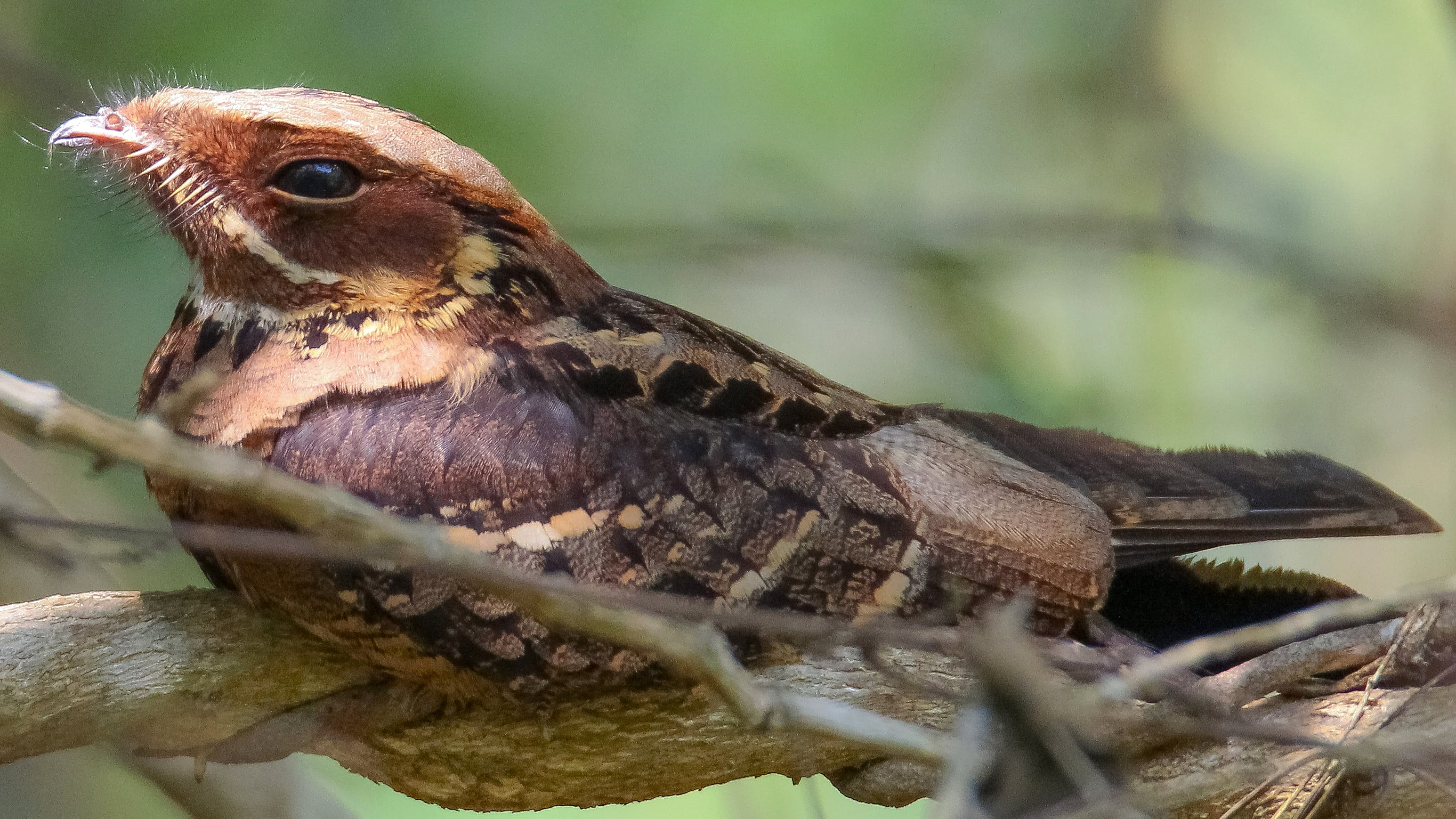
Бенгальський дрімлюга

Довжина птаха становить 25-27 см. Забарвлення пістряве, переважно сіро-коричневе, поцятковане коричневими і охристими плямками. Горло біле. На шиї рудий "комір", на крилах світлі плями. Хвіст короткий, загострений. Представники підвиду C. a. aequabilis мають дещо менші розміри, їх забарвлення більш темне.

## Підвиди
Виділяють два підвиди:
- C. a. atripennis Jerdon, 1845 — Південна Індія;
- C. a. aequabilis Ripley, 1945[11] — острів Шрі-Ланка.

## Поширення і екологія
Бенгальські дрімлюги живуть в рідколіссях, чагарникових заростях, на полях і плантаціях. Зустрічаються на висоті до 2000 м над рівнем моря. Живляться комахами, яких ловлять в польоті. Сезон розмноження в Індії триває з березня по липень, на Шрі-Ланці з лютого по травень. Відкладають яйця просто на голу землю. В кладці 2 яйця.